# Tryssogobius
Tryssogobius es un género de peces de la familia de los Gobiidae en el orden de los Perciformes.

## Especies
Las especies de este género son:
- Tryssogobius colini Larson & Hoese, 2001
- Tryssogobius flavolineatus J. E. Randall, 2006
- Tryssogobius longipes Larson & Hoese, 2001
- Tryssogobius nigrolineatus J. E. Randall, 2006
- Tryssogobius porosus Larson & I. S. Chen, 2007
- Tryssogobius quinquespinus J. E. Randall, 2006
- Tryssogobius sarah G. R. Allen & Erdmann, 2012